# Taujėnų - Užulėnio miškai
Taujėnų - Užulėnio miškai este o arie protejată (arie specială de conservare — SAC, sit de importanță comunitară — SCI, arie de protecție specială avifaunistică — SPA) din Lituania întinsă pe o suprafață de 22.528,5 ha, integral pe uscat.

## Localizare
Centrul sitului Taujėnų - Užulėnio miškai este situat la coordonatele 55°23′55″N 24°34′49″E / 55.3986°N 24.5803°E.

## Înființare
Situl Taujėnų - Užulėnio miškai a fost declarat arie de protecție specială avifaunistică în aprilie 2005 pentru a proteja 1 specie de plante și 24 de specii de animale. Alte tipuri de protecție:
- sit de importanță comunitară (în mai 2005)
- arie specială de conservare (în martie 2019)[1][3][4]

## Biodiversitate
Situată în ecoregiunea boreală, aria protejată nu include niciun habitat protejat.
La baza desemnării sitului se află mai multe specii protejate:
- plante (1): Hamatocaulis vernicosus
- păsări (17): acvilă țipătoare mică (Aquila pomarina), cocoșul de mesteacăn (Bonasa bonasia), caprimulg (Caprimulgus europaeus), barză albă (Ciconia ciconia), barză neagră (Ciconia nigra), erete de stuf (Circus aeruginosus), cristeiul de câmp (Crex crex), ciocănitoare cu spate alb (Dendrocopos leucotos), ciocănitoarea de stejar (Dendrocopos medius), ciocănitoare neagră (Dryocopus martius), cocor (Grus grus), sfrâncioc roșiatic (Lanius collurio), ciocârlie de pădure (Lullula arborea), viespar (Pernis apivorus), ciocănitoare de munte (Picoides tridactylus), ciocănitoare verzuie (Picus canus), cocoșul de mesteacăn (Tetrao tetrix tetrix)
- mamifere (2): vidră de râu (Lutra lutra), râs eurasiatic (Lynx lynx)
- nevertebrate (5): Dytiscus latissimus, fluturele flitirar (Euphydryas maturna), Graphoderus bilineatus, libelule (Leucorrhinia pectoralis), fluturele purpuriu (Lycaena dispar)

Pe lângă speciile protejate, pe teritoriul sitului au mai fost identificate 9 specii de plante, 14 specii de păsări, 4 specii de nevertebrate.